# Peter Nielsen (Fußballspieler)
Peter Nielsen (* 3. Juni 1968 in Kopenhagen, Dänemark) ist ein ehemaliger dänischer Fußballspieler.

## Karriere
Der Mittelfeldspieler begann seine Karriere bei Fremad Amager. Als Spieler von Lyngby BK wurde er 1991 Dänemarks Fußballer des Jahres. Im Sommer 1991 umwarb ihn der deutsche Bundesligist Hamburger SV. Nielsen wurde 1992 mit Lyngby dänischer Fußballmeister. Er nahm 1992 unter Trainer Richard Møller Nielsen, allerdings ohne ein Endrundenspiel zu bestreiten, an der in Schweden ausgetragenen Fußball-Europameisterschaft teil, die für die (für das vorab gesperrte Jugoslawien eingesprungenen) Dänen mit einem 2:0-Endspielerfolg über Deutschland äußerst erfolgreich endete. Insgesamt absolvierte Nielsen während seiner Laufbahn 10 A-Länderspiele (1 Tor) für sein Heimatland, wobei zwischen seinem 6. Länderspiel (9. November 1996 in Kopenhagen gegen Frankreich) und seinem 7. Länderspiel (15. August 2001 in Nantes wiederum gegen Frankreich) eine mehrjährige Pause lag.
Noch während der Fußball-Europameisterschaft 1992 gab Nielsen seinen Wechsel in die deutsche Bundesliga zu Borussia Mönchengladbach bekannt. Unter den Trainern Jürgen Gelsdorf, Bernd Krauss und Hannes Bongartz spielte er bis zum 30. Juni 1997 in Mönchengladbach und absolvierte für die Borussia 101 Bundesligaspiele (4 Tore), obgleich er von Verletzungen zurückgeworfen wurde und über den Status eines Ergänzungsspielers oft nicht hinauskam. 1995 gehörte er dem Aufgebot der Mönchengladbacher an, das mit einem 3:0 über den VfL Wolfsburg in Berlin den DFB-Pokal gewann. Im Endspiel kam Nielsen jedoch nicht zum Einsatz.
Zum 1. Juli 1997 schloss sich Nielsen dem erst 1992 entstandenen dänischen Erstligisten FC Kopenhagen an, wo er bis zum 30. Juni 1999 als Mannschaftskapitän durchgehend Stammspieler im Mittelfeld blieb. Nach dem Abstieg Borussia Mönchengladbachs aus der Bundesliga kehrte Nielsen, der seinen auslaufenden Vertrag in Kopenhagen nicht verlängerte, zu seinem ehemaligen Verein zurück und half unter den Trainern Rainer Bonhof und Hans Meyer bzw. mit 4 Toren in 63 Zweitligaspielen und zeitweise als Mannschaftskapitän, dass die Borussia zur Saison 2001/02 in die Bundesliga zurückkehren konnte. Bis zu seinem Vertragsende am 30. Juni 2002 absolvierte er weitere 25 Spiele für Mönchengladbach in der Bundesliga, kam am Ende auf 126 Einsätze (4 Tore) in der höchsten deutschen Liga.
Obwohl sein Vertrag mit Borussia Mönchengladbach noch eine weitere einjährige Laufzeit aufwies, nutzte Nielsen im Sommer 2002 eine Vertragsklausel, um nach Dänemark zurückzukehren. Er unterschrieb abermals als Spieler beim FC Kopenhagen. Mit diesem errang er in der Saison 2002/03 die dänische Meisterschaft, bevor er zum 31. Dezember 2003 endgültig seine Spielerlaufbahn beendete und zum 1. Januar 2004 vom dänischen Zweitligisten B.93 Kopenhagen als Trainer engagiert wurde. Diese Tätigkeit gab er zum Beginn der Saison 2004/05 auf. Beim FC Kopenhagen wurde er zu Jahresbeginn 2006 Co-Trainer von Ståle Solbakken. Dieses Amt übte Nielsen bis Ende Mai 2008 aus. Im Sommer 2016 nahm er bei Fremad Amager die Aufgabe als Assistenztrainer an. Er blieb bis 2019 im Amt.